# 藤野泰子
藤野 泰子（ふじの やすこ、1月24日 - ）は、日本の女性声優。東京都出身。現在はフリー。

## 人物
R＆A VOICE ACTORS ACADEMY卒業。
2017年4月までアクロス エンタテインメントに所属していた。

## 出演

### テレビアニメ
2011年
- 君と僕。（部長）

2012年
- 緋色の欠片（靡蘭美）

2013年
- 義風堂々!! 兼続と慶次（女）

2017年
- スクールガールストライカーズ Animation Channel（山吹楓）

2019年
- どろろ（女）

### ゲーム
2009年
- 羊くんならキスしてあげる☆（女の子）

2012年
- 幻獣姫（アプロディテ、ヘーラー、イザナギ）
- PROJECT X ZONE（メデューサ、マスターメデューサ、呪いの書、裁判書、死者の書）

2014年
- スクールガールストライカーズ（山吹楓 ）
- 青春姫 SCHOOL PRINCESS（武井梁子）

2016年
- 誰ガ為のアルケミスト（セーダ）

2018年
- D×2 真・女神転生 リベレーション

2020年
- 龍が如く7 光と闇の行方

### ドラマCD
- LOVE SO LIFE（女生徒3、お姉さん）
- 絶対彼氏。〜フィギュアなダーリン2〜（女性客）
- タイプムーンフェス 特典ドラマCD（観客2.4、コマドリ7.11）
- スクールガールストライカーズ 〜トゥインクルメロディーズ〜 Melody Collection ボイスドラマ（山吹楓）

### 吹き替え

#### 映画
- バチカンで逢いましょう（マルティナ〈ミリアム・シュタイン〉）
- アウェイクニング（ドロシー）
- アンダー・ブラッド
- アンフレンデッド（ジェス〈レニー・オルステッド〉）
- イングリッシュ・ペイシェント（メリー〈トーリ・ヒギンソン〉）※Netflix版
- ウェア 破滅（クレア）
- クライムダウン（アナ）
- 恋はしないより、したほうがマシ（コートニー〈ミカエラ・コンリン〉）
- ザ・リディーマー（アントニア〈ロレート・アラヴェナ〉）
- テッド2（看護師1[10]）
- 21over 最初の二日酔い（ニコール）
- トランセンデンス（女学生1）
- デビルズ・ノット（ヴィッキー・ハッチソン〈ミレイユ・イーノス〉）
- ナイト・ビフォア 俺たちのメリーハングオーバー（ダイアナ〈リジー・キャプラン〉）
- バッド・ティーチャー（アンジェラ）
- ハミングバード（イザベル）
- パワー・ゲーム (アリソン〈アンジェラ・サラフィアン〉)
- フロム・ダスク・ティル・ドーン（グロリア・ヒル）※Netflix版
- ミラーズ 呪怨鏡（カーチャ）
- ラヴレース（パッツィ〈ジュノー・テンプル〉）
- ラストワールド（ペトラ）
- ラストデイズ（フリア）
- ラブ&マネー（コニー・ロゾリ 他）

#### ドラマ
- ウォーキング・デッド：ワールド・ビヨンド（ライラ・ベルショー〈ナタリー・ゴールド〉）
- スクリーム・クイーンズ（ジジ・コールドウェル〈ルシアン・ラヴィス〉）
- TEEN WOLF（メリッサ・マッコール〈メリッサ・ポンツィオ〉）
- 女刑事マーチェラ　シーズン２（マヤ・ホイットマン〈ヴィクトリア・スマーフィット〉）
- 僕と君と彼⼥の関係（ルビー・シヴァ⼆〈アガム・ダーシ〉）
- MR.ROBOT（エミリー・モス）
- WHITE GOLD（ヴィンセント・スワン）
- 会いたい（米国女生徒、マスコミ女、チ室長[11] 他）
- 宇宙船レッド・ドワーフ号シーズン12（パーキンソン）
- ALMOST HUMAN/オールモスト・ヒューマン（リヴェラ）
- 美男〈イケメン〉バンド〜キミに届けるピュアビート（パク・ウギョン〈キム・ジョンミン〉）
- マッドメン シーズン4（ジョイス）
- エレメンタリー ホームズ＆ワトソン in NY
- iZonbie
- SEAL Team
- 宇宙船レッド・ドワーフ号
- NOS4A2

#### アニメ
- シーラとプリンセス戦士（アンジェラ）

### 人形劇
- シャーロック ホームズ（2014年、ダグラス夫人）

### ナレーション
- ネコいぬワイドショー[12]（BS朝日）
- 映画『桜蘭高校ホスト部』ナビ（TBSテレビ）

### 映画
- THE NEXT GENERATION -パトレイバー-（総監督・脚本：押井守、松竹）声の出演